# Hurnet Dekkers
Hurnet Nicoret Dekkers (ur. 8 maja 1974), holenderska wioślarka. Brązowa medalistka olimpijska z Aten.
Zawody w 2004 były jej jedynymi igrzyskami olimpijskimi. W stolicy Grecji medal zdobyła w ósemce. Brała udział w kilku edycjach mistrzostw i zawodów pucharu świata. W 2005 w ósemce zdobyła brąz światowego czempionatu.